# Gabby Williams
Gabrielle Lisa „Gabby“ Williams (* 9. September 1996 in Reno, Nevada) ist eine US-amerikanisch-französische Basketballspielerin.

## Laufbahn
Williams ist mütterlicherseits französischer Abstammung. Ihr Vater Matt spielte ebenfalls Basketball als Leistungssport. Als Heranwachsende betrieb Williams auch Leichtathletik, nahm 2012 im Alter von 15 Jahren im Hochsprung am Olympiaausscheidungswettkampf in den Vereinigten Staaten teil und war 2011 sowie 2012 auf Schulebene Leichtathletin des Jahres im Bundesstaat Nevada. Durch ihre Leistungen als Basketballspielerin an der in Sparks gelegenen Reed High School erhielt sie das Angebot, an die University of Connecticut zu wechseln. Williams gehörte zwischen 2014 und 2018 dem Aufgebot der Hochschule an, 2015 und 2016 gewann sie mit „UConn“ den NCAA-Meistertitel. Sie wurde von der Trainervereinigung WBCA als beste Verteidigerin des Jahres 2017 im US-Hochschulbasketball ausgezeichnet.
Chicago Sky sicherte sich im Draftverfahren der WNBA im Jahr 2018 die Rechte an Williams. Außerhalb der WNBA-Spielzeiten steht sie bei Vereinen außerhalb der Vereinigten Staaten unter Vertrag. Im Mai 2021 bestritt Williams ihr erstes Länderspiel für Frankreich. Im Sommer 2021 gewann sie mit der Auswahl Silber bei der Europameisterschaft und Bronze bei den Olympischen Spielen.
Im April 2022 führte sie Sopron Basket aus Ungarn zum ersten Euroleague-Titel der Vereinsgeschichte und wurde als beste Spielerin des Endspiels ausgezeichnet. Zur Saison 2022/23 kehrte sie mit ihrem Wechsel zu LDLC ASVEL Féminin in die französische Liga zurück, in der sie bereits 2019/20 für Lattes Montpellier gespielt hatte. Mit ASVEL wurde sie 2023 Eurocup-Siegerin sowie französische Meisterin.
Im März 2024 verließ Williams ASVEL vorzeitig, um aufgrund des Ablebens ihres Vaters in die Vereinigten Staaten zurückzukehren. Ende Juli 2024 gab Fenerbahçe Istanbul ihre Verpflichtung bekannt. Bei den Olympischen Sommerspielen 2024 belegte Williams mit der französischen Mannschaft den zweiten Platz, nachdem man das Endspiel mit 66:67 gegen die USA verloren hatte. Williams wurde als beste Verteidigerin des Olympischen Turniers ausgezeichnet. Vor ihrem Wechsel nach Istanbul spielte Williams im Sommer 2024 zunächst wie in den vorherigen beiden Jahren für Seattle Storm in der US-Liga WNBA.
Williams wurde vom französischen Basketballverband als die beste Spielerin der Saison 2023/24 mit der Trophée Alain Gilles ausgezeichnet.

### Erfolge
- Türkische Meisterin 2025
- Trophée Alain Gilles 2023/24
- Silbermedaille bei den Olympischen Spielen 2024
- Bronzemedaille bei den Olympischen Spielen 2020
- Silbermedaille bei der Europameisterschaft 2021
- EuroLeague-Siegerin 2022
- Eurocup-Siegerin 2023
- Französische Meisterin 2023
- Ungarische Meisterin 2021, 2022
- Ungarische Pokalsiegerin 2021
- Spanische Meisterin 2019
- NCAA-Meisterin 2015, 2016